# Kaspar Wiesbauer
Kaspar Wiesbauer (1811 – 1891) byl rakouský politik německé národnosti z Horních Rakous, během revolučního roku 1848 poslanec Říšského sněmu.

## Biografie
Roku 1849 se uvádí jako Kaspar Wiesbauer, hospodář v obci Sankt Georgen bei Obernberg am Inn.
Během revolučního roku 1848 se zapojil do veřejného dění. Ve volbách roku 1848 byl zvolen i na ústavodárný Říšský sněm. Zastupoval volební obvod Schärding. Tehdy se uváděl coby hospodář. Náležel ke sněmovní levici.
V Sankt Georgenu ho připomíná pamětní deska věnovaná osvobození rolníků.